# Comuna de Szaflary
Szaflary (polaco: Gmina Szaflary) é uma gminy (comuna) na Polónia, na voivodia de Pequena Polónia e no condado de Nowotarski. A sede do condado é a cidade de Szaflary.
De acordo com os censos de 2004, a comuna tem 10 125 habitantes, com uma densidade 186,4 hab/km².

## Área
Estende-se por uma área de 54,31 km², incluindo:
- área agrícola: 79%
- área florestal: 15%

## Demografia
Dados de 30 de Junho de 2004:
|                      | Total   | Total | Mulheres | Mulheres | Homens  | Homens |
| -------------------- | ------- | ----- | -------- | -------- | ------- | ------ |
|                      | pessoas | %     | pessoas  | %        | pessoas | %      |
| População            | 10 125  | 100   | 5050     | 49,9     | 5075    | 50,1   |
| Densidade (pop./km²) | 186,4   | 100   | 93       | 93       | 93,4    | 93,4   |

De acordo com dados de 2002, o rendimento médio per capita ascendia a 1218,06 zł.

## Subdivisões
- Bańska Niżna, Bańska Wyżna, Bór, Maruszyna, Skrzypne, Szaflary, Zaskale.

## Comunas vizinhas
- Biały Dunajec, Bukowina Tatrzańska, Czarny Dunajec, Nowy Targ, Nowy Targ